# Tolpis azorica
Tolpis azorica — вид трав'янистих рослин з родини Айстрові (Asteraceae), ендемік Азорських островів.

## Опис
Багаторічна трава заввишки 50–100 см, рівномірно розгалужена. Листки чергові, довгасті, голі, до 15 см, глибоко зубчасті; багато жовтих квітів. Час цвітіння з травня по липень.

## Поширення
Ендемік Азорських островів (о. Корву, Піку, Фаял, Флорес, Сан-Жорже, Сан-Мігель, Санта-Марія, Терсейра).
Зазвичай росте на висоті понад 600 м н.р.м., але на деяких островах нижче цієї висоти. Не дуже стійкий до сухих умов. Як правило, росте на висотах 600—1000 н.р.м. у вологих місцях — як на луках, так і в лаврово-ялівцевому лісі.